# Dinâmica newtoniana modificada
A dinâmica newtoniana modificada, ou MOND (do inglês Modified Newtonian Dynamics), é uma teoria que propõe uma modificação na dinâmica newtoniana, resultando na alteração das leis que regem o movimento dos corpos em regimes com baixas acelerações.
A MOND foi publicada pelo físico israelense Mordehai Milgrom no ano de 1983, embora tenha sido criada em 1982. A teoria surgiu como uma alternativa à matéria escura para solucionar o problema da curva de velocidade de rotação de galáxias espirais.
A teoria apresenta duas vertentes, a primeira sugere uma modificação apenas nas leis referentes à gravitação, enquanto a segunda sugere uma modificação na segunda lei de Newton. A primeira é mais estudada por não acarretar em outros problemas físicos, já que a segunda, em síntese, não respeita as leis de conservação de energia. A mecânica newtoniana ainda permanece válida, porém acima de um valor fixo de aceleração, abaixo dessa constante entraria em vigor a dinâmica modificada. Por meio da MOND a dependência da distância cai, provocando que as curvas de velocidades apresentem seu comportamento coerentemente com o que foi observado.
O ideia de ter um conjunto diferente das leis físicas para cada situação, de acordo com sua ordem de grandeza, não é inédita na física. A teoria da relatividade é útil na análise de movimentos com velocidades próximas às da luz, a mecânica quântica para dimensões próximas ou menores da escala atômica, do mesmo modo a MOND teria um campo de atuação às baixas acelerações.
Em 2018, porém, uma análise de observações de 193 discos galácticos apresentou evidências que descartam a dinâmica newtoniana modificada como uma teoria fundamental para galáxias.

## Visão geral

Representação da curva de velocidade pela distânica. Em azul os valores esperados e em vermelho os valores observados.

Quanto maior a massa de um aglomerado, maior será as velocidades médias de suas galáxias. Acontece que a massa observada não é suficiente para explicar as velocidades observadas. Essa massa ausente foi identificada pela primeira vez pelo astrônomo suíço Fritz Zwicky no ano de 1933 ao estudar o aglomerado de Coma.
A hipótese sugere uma modificação na Teoria Newtoniana quando o valor da aceleração da gravidade está abaixo de um valor fixo de aceleração {\displaystyle a_{0}} e que esse valor representaria uma nova constante física. Alguns estudos indicam que o valor de {\displaystyle a_{0}} funciona bem para valores próximos à raiz quadrada de um terço da constante cosmológica.
{\displaystyle a_{0}=1,2\times 10^{-8}cm/s^{2},}
De acordo com a MOND, além da massa e da aceleração, temos a força dependendo também de uma função de interpolação que representa um limite entre a teoria newtoniana convencional e da dinâmica no regime da MOND.
{\displaystyle \mathbf {\vec {F}} =m\ \mu (x)\ {\vec {a}}}
De tal modo que a função de interpolação tem comportamento assintótico para cada um dos casos.
{\displaystyle {\begin{cases}\mu (x)\approx 1&{\text{para}}\ |a|\gg a_{0}\\\mu (x)\approx {\cfrac {\vec {a}}{a_{0}}}&{\text{para}}\ |a|\ll a_{0}\end{cases}}}
Embora não tenha sido descrita, estipula-se uma função de interpolação padrão definida empiricamente por:
{\displaystyle \mu (x)={\sqrt {\left({\frac {1}{1+\left({\frac {a_{0}}{\vec {a}}}\right)^{2}}}\right)}}}
No regime mondiano a segunda lei de Newton fica descrita como:
{\displaystyle \mathbf {\vec {F}} =m\ {\left({\frac {\vec {a}}{a_{0}}}\right)}\ {\vec {a}}}
Igualando a força decorrente da Segunda Lei de Newton e a força gravitacional e substituindo a aceleração centrípeta:
{\displaystyle m{\frac {({\frac {{\vec {v}}^{2}}{r}})^{2}}{a_{0}}}={\frac {GMm}{r^{2}}}}
Resultando na relação:
{\displaystyle v^{4}=GMa_{0}}

## Considerações
A teoria da relatividade é a teoria padrão para gravitação. A teoria newtoniana é apenas uma aproximação, do mesmo modo ocorre com a MOND na sua formulação original. Os valores de velocidade presentes em análises de movimentos de corpos estão muito abaixo da velocidade da luz, o que leva a teoria ter um resultado bem próximo do previsto  pela relatividade de Einstein.